# توماس اف. کانلی
توماس اف. کانلی (انگلیسی: Thomas F. Connolly; ۲۴ اکتبر ۱۹۰۹ – ۲۴ مهٔ ۱۹۹۶) ژیمناست و فرد نظامی اهل ایالات متحده آمریکا بود.
همچنین برندهٔ جوایزی همچون نشان هوایی شده‌است.